# Liberty Bell Classic
Il Liberty Bell Classic, noto anche come Giochi olimpici del boicottaggio (in inglese Olympic Boycott Games), è stato un evento internazionale di atletica leggera tenutosi il 16 e il 17 luglio 1980 presso l'università della Pennsylvania, nella città di Filadelfia, a cui parteciparono ventinove paesi aderenti al boicottaggio dei Giochi olimpici di Mosca, promosso dagli Stati Uniti d'America.
Le prime prove ebbero luogo il 16 luglio, appena qualche giorno prima della cerimonia d'apertura dei Giochi della XXII Olimpiade. In alcune gare le prestazioni risultarono persino migliori di quelle di Mosca, come ad esempio il tempo dello statunitense Renaldo Nehemiah sui 110 metri ostacoli: 13"31 contro i 13"39 del tedesco orientale Thomas Munkelt, medaglia d'oro a Mosca nella stessa specialità.
In un primo tempo, gli Stati Uniti valutarono l'ipotesi di organizzare simili giochi anche in altre sedi: Costa d'Avorio, Italia, Giappone, Germania Ovest o Cina, ma l'idea fu scartata. Un evento analogo chiamato Giochi dell'Amicizia si svolse nel 1984, questa volta ad opera dei paesi aderenti al boicottaggio dei Giochi olimpici di Los Angeles.

## Nazioni partecipanti
- Argentina
- Australia
- Bahamas
- Brasile
- Canada
- Cile
- Cina
- Corea del Sud
- Costa d'Avorio
- Egitto
- Filippine
- Francia
- Germania Ovest
- Giappone
- Gran Bretagna
- Grecia
- Israele
- Italia
- Kenya
- Malaysia
- Messico
- Nuova Zelanda
- Portogallo
- Porto Rico
- Spagna
- Stati Uniti
- Sudan
- Thailandia
- Zaire